# لویس اوبرایان
لویس اوبرایان (انگلیسی: Lewis O'Brien؛ زادهٔ ۱۴ اکتبر ۱۹۹۸) بازیکن فوتبال اهل انگلستان است که برای باشگاه ناتینگهام فارست بازی می‌کند.